# Ashley Hutchinson
Ashley Hutchinson (ur. 9 maja 1979 w Cairns) – australijski kolarz torowy i szosowy, dwukrotny medalista torowych mistrzostw świata.

## Kariera
Największy sukces w karierze osiągnął w 2004 roku, kiedy Australijczycy w składzie Stephen Wooldridge, Luke Roberts, Peter Dawson i Ashley Hutchinson zdobyli złoty medal w drużynowym wyścigu na dochodzenie podczas mistrzostw świata w Melbourne. Na rozgrywanych rok później mistrzostwach świata w Los Angeles wspólnie z Matthew Gossem, Markiem Jamiesonem i Stephenem Wooldridge'em w tej samej konkurencji zdobył brązowy medal. Na igrzyskach Oceanii w 2004 roku zdobył złote medale w wyścigu punktowym i scratchu, a na igrzyskach Wspólnoty Narodów w Melbourne w 2006 roku był drugi w scratchu. Zdobywał także medale mistrzostw krajowych, nigdy jednak nie wystąpił na igrzyskach olimpijskich.